# Diglenita peltastes
Diglenita peltastes är en insektsart som beskrevs av Maximilian Spinola 1852. Diglenita peltastes ingår i släktet Diglenita och familjen dvärgstritar. Inga underarter finns listade i Catalogue of Life.